# Pavel Khek (vzpěrač)
Pavel Khek (* 6. dubna 1958 Lanškroun) je bývalý československý a český vzpěrač, účastník olympijský her v roce 1980.

## Sportovní kariéra
Narodil se v Lanškrouně jako nejmladší ze čtyř bratrů, ale záhy se rodina přestěhoval za prací do Havířova. V žácích hrál basketbal a věnoval se lehké atletice. Z atletických disciplín házel diskem a v rámci fyzické přípravy začal zvedat podomácku vyrobenou činku. V 15 letech mu předčasně zemřela matka a zvedání činky se stalo způsobem jak překonat smutek a vztek. Spolužák, který zvedal činky v místní vzpírárně Baníku ho přivedl na trénink v trenéru Karlu Dudovi. Když na začátku roku 1974 poprvé překonal hranici 200 kg (90 + 110) ve dvojboji rozhodl se dát vzpírání přednost před ostatními sporty, i když mu vzpírání lékaři nedoporučovali kvůli vrozené vadě zad.
V roce 1975 byl zařazen do střediska vrcholového sportu mládeže pod vedení Emila Brzósky, ale na červencové juniorském mistrovství světa a Evropy neodjel, kvůli zraněnému lokti. Koncem roku na poháru v Mongolsku překonal hranici 300 kg ve dvojboji. V listopadu 1976 na ligovém střetnutí v Havířově překonal výkonem 170 kg v trhu juniorský světový rekord. Za týden po světovém rekordu si však při rozcvičení na váze 50 kg zranil obě zápěstí. Trénink pod obstřikem Kelenem dokončil, ale druhý den nemohl zápěstí pro bolest ohnout. První půl rok 1977 chodil po rehabilitacích, ale levé zápěstí se stále nahojilo. Přišel o červencové juniorské mistrovství Evropy, kde vítěz zvedl ve dvojboji o 50 kg méně než on před pů rokem. V záři narukoval se sádrou na levé ruce na vojnu do Prahy, kde podstoupil chirurgický zákrok. Operaci provedli doktoři Miroslav Slavík a Zdeňka Gabrielová. Rekonvalescence nebyla bezproblémová, v listopadu musel opět pod skalpel kvůli zánětu. Následně se však zcela zotavil a v prosinci po roce začal s tréninkem. V únoru 1978 se poprvé po dlouhé době ukázal na vzpěračské soutěži s výkonem ve dvojboji o 100 kg menším než zvedal před zraněním.
V československé mužské reprezentaci vedené jeho klubovým trenérem Emilem Brzóskou se prosazoval od roku 1979. Jeho běžná tělesná hmotnost byla 115 kg a shazoval do váhové kategorie do 110 kg. Na květnovém mistrovství Evropy v bulharské Varně se po suverénním výkonu 175 kg v trhu stal mistrem Evropy. Na listopadovém mistrovství světa v řecké Soluni ho však po první pokusu začal tahat stehenní sval a proto po dohodě s trenérem absolvoval už jen jeden pokus v nadhozu na základní váze 190 kg.
V roce 1980 startoval na olympijských hrách v Moskvě, den po triumfu Oty Zaremby. Věřil si na medaili, a proto si kvůli slabšímu nadhozu nechal na první pokus naložit 175 kg. Po výtahu však činku nezafixoval a pustil. V zákulisí si potom stěžoval na silnou bolest pod ramenem. Po obstřiku nastoupil k oběma dalším pokusům, ale pokaždé činku pouze nadzvedl. Soutěž tak ukončil bez platného pokusu v trhu a do další disciplíny nadhozu nenastoupil. Kvůli zraněnému ramenu vynechal téměř celou sezonu 1981, navíc podstoupil dvě operace pravého kolene.
V roce 1982 se vrátil do československé reprezentace. Během roční pauzy přibral 15 kg a s vahou cca 130 kg startoval v nejtěžší supertěžké váze. Vedle stabilně silného trhu zlepšil i nadhoz, ale medaile ve dvojboji mu stále unikala. V roce 1983 se na listopadovém mistrovství světa v Moskvě přiblížil k magické hranici 200 kg v trhu, kterou poprvé zvednul neoficiálně v olympijském roce 1984. Květnové mistrovství Evropy vě Španělské Vitorii však vynechal kvůli bolestem zad – nahrazoval ho Petr Limberk. V přípravě na olympijský turnaj ho trápil zraněný stehenní sval a je tedy otázkou zdali by na olympijských hrách v Los Angeles nebýt bojkotu startoval.
V reprezentaci se na velké sportovní akci neobjevil celý rok 1985 a v roce 1986 se rozhodl po vleklých zdravotních problémech ukončit sportovní kariéru. Věnuje se trenérské práci doma v Havířově. K jeho nejznámějším svěřencům patřil olympionik Tomáš Matykiewicz.

### Výsledky
| Rok                        | Místo                 | Kategorie      | Trh (kg)       | Trh (kg)       | Trh (kg)       | Trh (kg)         | Nadhoz (kg)    | Nadhoz (kg)    | Nadhoz (kg)    | Nadhoz (kg)    | Dvojboj (kg)   | Pořadí         |
| Rok                        | Místo                 | Kategorie      | 1              | 2              | 3              | Pořadí           | 1              | 2              | 3              | Pořadí         | Dvojboj (kg)   | Pořadí         |
| Olympijské hry             | Olympijské hry        | Olympijské hry | Olympijské hry | Olympijské hry | Olympijské hry | Olympijské hry   | Olympijské hry | Olympijské hry | Olympijské hry | Olympijské hry | Olympijské hry | Olympijské hry |
| -------------------------- | --------------------- | -------------- | -------------- | -------------- | -------------- | ---------------- | -------------- | -------------- | -------------- | -------------- | -------------- | -------------- |
| 1980                       | Moskva, Sovětský svaz | –110 kg        | 175            | 175            | 177,5          | DNF              | —              | —              | —              | DNS            | —              | DNF            |
| Mistrovství světa          |                       |                |                |                |                |                  |                |                |                |                |                |                |
| 1979                       | Soluň, Řecko          | –110 kg        | 170            | —              | —              | 5.               | 190            | —              | —              | 10.            | 360            | 9.             |
| 1980                       | Moskva, Sovětský svaz | –110 kg        | 175            | 175            | 177,5          | DNF              | —              | —              | —              | DNS            | —              | DNF            |
| 1982                       | Lublaň, Jugoslávie    | +110 kg        |                |                | 192,5          | Bronzová medaile |                |                | 225            | 6.             | 417,5          | 4.             |
| 1983                       | Moskva, Sovětský svaz | +110 kg        |                |                | 197,5          | Bronzová medaile |                |                | 225            | 5.             | 422,5          | 5.             |
| Mistrovství Evropy         |                       |                |                |                |                |                  |                |                |                |                |                |                |
| 1979                       | Varna, Bulharsko      | –110 kg        | 170            | 172,5          | 175            | Zlatá medaile    |                |                | 202,5          | 7.             | 377,5          | 6.             |
| 1980                       | Bělehrad, Jugoslávie  | –110 kg        | 170            | 175            | 177,5          | Bronzová medaile | 200            | 202,5          | 205            | 6.             | 380            | 4.             |
| 1982                       | Lublaň, Jugoslávie    | +110 kg        |                |                | 192,5          | Bronzová medaile |                |                | 225            | 6.             | 417,5          | 4.             |
| 1983                       | Moskva, Sovětský svaz | +110 kg        |                |                | 197,5          | Bronzová medaile |                |                | 225            | 5.             | 422,5          | 5.             |
| Mistrovství světa juniorů  |                       |                |                |                |                |                  |                |                |                |                |                |                |
| 1976                       | Gdaňsk, Polsko        | –110 kg        |                |                | 160            | Stříbrná medaile |                |                | 185            |                | 345            | 4.             |
| 1978                       | Athény, Řecko         | –110 kg        |                |                | 155            | Stříbrná medaile |                |                | 180            |                | 335            | 4.             |
| Mistrovství Evropy juniorů |                       |                |                |                |                |                  |                |                |                |                |                |                |
| 1976                       | Gdaňsk, Polsko        | –110 kg        |                |                | 160            | Stříbrná medaile |                |                | 185            |                | 345            | 4.             |
| 1978                       | Athény, Řecko         | –110 kg        |                |                | 155            | Stříbrná medaile |                |                | 180            |                | 335            | 4.             |